# Teoria aukcji
Teoria aukcji – dział stosowanej mikroekonomii i teorii gier badający rynki aukcyjne i zachowania ich uczestników. Istnieje wiele możliwych struktur (lub zestawów reguł) aukcji; typowe problemy badane przez teoretyków aukcji obejmują efektywność danego projektu aukcji, optymalne i zrównoważone strategie licytacji, oraz dystrybucję przychodów uzyskiwanych pod różnymi regułami. Teoria aukcji jest wykorzystywana w praktyce przy projektowaniu aukcji w sektorze prywatnym i publicznym (np. przetargi licencji na wykorzystanie widma elektromagnetycznego czy prywatyzację spółek sektora publicznego).

## Główne założenia
Aukcje są określane jako transakcje z określonym zestawem zasad alokujących zasoby w zależności od ofert uczestników. Są one klasyfikowane jako gry z niepełnymi informacjami, ponieważ z reguły strony aukcji nie ujawniają zawczasu istotnych informacji związanych z transakcją (np. swojej osobistej wyceny przedmiotu). Aukcje przybierają różne formy, ale mają wspólną cechę – są uniwersalne i mogą być używane do sprzedaży lub zakupu dowolnego przedmiotu. W wielu przypadkach wynik aukcji nie zależy od tożsamości oferentów (tj. aukcje są anonimowe). Większość aukcji uwzględnia element składania ofert, czyli kwot które uczestnicy są gotowi zapłacić. Aukcje standardowe wymagają, aby zwycięzcą aukcji był uczestnik z najwyższą ofertą. Niestandardowa aukcja tego nie wymaga (np. loteria).

## Rodzaje aukcji
Tradycyjnie wyróżniano cztery typy aukcji, które są używane do sprzedaży pojedynczego przedmiotu:
- Zamknięte aukcje pierwszej ceny, w których uczestnicy składają licytatorowi nieznane pozostałym osobom oferty. Wygrywa osoba z najwyższą ofertą, którą płaci w całości.
- Zamknięte aukcje drugiej ceny (aukcje Vickreya), przebiegające identycznie, ale zwycięzca licytacji płaci cenę równą drugiej najwyższej ofercie.
- Otwarte licytacje (aukcje angielskie), w których uczestnicy zgłaszają coraz wyższe oferty, aż do momentu gdy nikt nie jest gotów zapłacić więcej. Licytant który zaoferował najwyższą cenę wygrywa aukcję w ostatecznej kwocie oferty. Czasami ustalona jest cena minimalna, która musi zostać osiągnięta aby doszło do sprzedaży.
- Otwarte licytacje zstępujące (aukcje holenderskie), w których cena jest ustalana przez licytatora na poziomie wystarczająco wysokim, aby powstrzymać wszystkich oferentów, i jest stopniowo obniżana, aż licytant jest gotowy kupić po aktualnej cenie, wygrywając aukcję.

Teoria aukcji obracała się początkowo głównie wokół tych czterech „podstawowych” typów aukcji. Wraz z rozwojem teorii poddano badaniom również inne typy aukcji.

### Model porównawczy
Model porównawczy dla aukcji, zdefiniowany przez McAfee i McMillana (1987), stanowi uogólnienie kontekstu klasycznych aukcji i opiera się na czterech założeniach:
1. Wszyscy oferenci są obojętni na ryzyko.
2. Wszyscy oferenci mają własne prywatne wyceny dla przedmiotu, modelowane jako niezależne losowania z jakiegoś rozkładu prawdopodobieństwa.
3. Oferenci posiadają takie same informacje.
4. Płatność wymaga pokrycia tylko w przypadku ofert.

Głównym wnioskiem płynącym z modelu porównawczego jest tzw. zasada objawienia, która stanowi iż każdy z podstawowych typów aukcji jest w praktyce równoważny, ponieważ każdy oferent ma w nich taką samą motywację do prawdomównego zgłaszania swojej wyceny. Prawdomówne oferty są w każdym przypadku równowagą Nasha. Wniosek ten jest używany przez sprzedawców chcących określić rodzaj aukcji, który maksymalizuje oczekiwaną cenę. Kryterium optymalnego formatu aukcji jest zdefiniowane tak, że przedmiot zostanie zaoferowany oferentowi z najwyższą wyceną, po zgodnej z nią cenie, a sprzedawca odmówi sprzedaży przedmiotu, jeśli spodziewa się, że wszystkie wyceny przedmiotu przez oferentów są mniejsze niż jego własna.
Rozluźnienie każdego z czterech głównych założeń modelu porównawczego prowadzi do nowych wniosków i formatów aukcji o unikalnych cechach:
1. Oferenci nieskłonni do ryzyka ponoszą jakiś rodzaj kosztów związanych z uczestnictwem w ryzykownych zachowaniach, co podnosi ich wycenę produktu. Są bardziej skłonni licytować więcej, aby kompensować niepewność – zwłaszcza w zamkniętych aukcjach pierwszej ceny. Dzięki temu takie aukcje mogą przynieść wyższe oczekiwane przychody niż pozostałe rodzaje.
2. W formatach z powiązanymi wartościami – w których wartości oferentów dla przedmiotu nie są niezależne – oferenci mogą na przykład zawyżać własne wyceny, spodziewając się, że jest to potrzebne do zwycięstwa. Godnym uwagi przykładem tego przypadku jest klątwa zwycięzcy, w której uczestnik wygrywający przetarg odkrywa, że co prawda zdobył przedmiot, ale po znacznie przeszacowanej cenie. Ponadto, zasada powiązania pozwala na porównywanie przychodów w dość ogólnej klasie aukcji ze współzależnością między wartościami oferentów.
3. Model asymetryczny zakłada, że oferenci są podzieleni na różne klasy, które pobierają wyceny z odmiennych rozkładów (np. dealerów i kolekcjonerów na aukcji antyków).
4. W formatach z opłatami licencyjnymi lub motywacyjnymi sprzedawca uwzględnia dodatkowe funkcje, zwłaszcza te, które wpływają na prawdziwą wartość przedmiotu (np. podaż, koszty produkcji i opłaty licencyjne)[1][2].

### Równoważność dochodów
Jednym z głównych ustaleń teorii aukcji jest twierdzenie o równoważności przychodów. Twierdzenie o równoważności przychodów stanowi, że każdy mechanizm alokacji lub aukcja, który spełnia cztery główne założenia modelu odniesienia, doprowadzi do tego samego oczekiwanego przychodu dla sprzedawcy (a gracz i typu v może oczekiwać takiej samej nadwyżki w różnych typach aukcji) – innymi słowy, wszystkie takie aukcje są w praktyce równoważne. Wczesne publikacje koncentrowały się na porównaniu przychodów na aukcjach klasycznych. Pierwszy dowód, dla przypadku dwóch nabywców i równomiernie rozłożonych wartości, przedstawił w 1961 Vickrey. W 1981 Riley i Samuelson opublikowali znacznie bardziej ogólny wynik, do którego doszedł niezależnie w tym samym czasie także Myerson.
Badanie założeń modelu porównawczego może dostarczyć cennych informacji na temat projektowania aukcji. Tendencje decyzyjne mogą również prowadzić do przewidywalnych nierówności. Ponadto, jeśli wiadomo, że niektórzy oferenci mają wyższą wycenę dla partii, techniki takie jak dyskryminacja cenowa wobec takich oferentów przyniosą wyższe zyski. Jeśli wiadomo, że licytant wycenia przedmiot na X więcej niż następny licytujący, sprzedający może zwiększyć swoje zyski pobierając od tego licytanta dodatkowe X – Δ (suma nieco niższa od najwyższej ceny jaką jest gotów zapłacić). Zwycięzcą pozostanie ta sama osoba, ale zapłaci więcej niż w innym przypadku.

## Teoria gier
Teoria gier to gra matematyczna reprezentowana przez zestaw graczy, zestaw akcji (strategii) dostępnych dla każdego gracza oraz wektor wypłat odpowiadający każdej kombinacji strategii. W aukcjach graczami są kupujący i sprzedający. Zestaw strategii każdego gracza to zestaw funkcji licytacji lub cen rezerwacji (rezerwy). Każda funkcja licytacji przyporządkowuje wycenę (w przypadku kupującego) lub koszt (w przypadku sprzedawcy) na cenę oferty. Wypłata każdego gracza w ramach kombinacji strategii jest oczekiwaną użytecznością (lub oczekiwanym zyskiem) tego gracza w ramach tej kombinacji strategii.
Teoretyczne modele aukcji i licytacji strategicznych zazwyczaj należą do jednej z dwóch następujących kategorii. W prywatnym modelu wartości każdy uczestnik (oferent) zakłada, że każdy z konkurujących oferentów uzyskuje losową wartość prywatną z rozkładu prawdopodobieństwa. We wspólnym modelu wartości uczestnicy mają równe wyceny przedmiotu, ale nie mają idealnie dokładnych informacji na temat tej wyceny. Zamiast znać dokładną wycenę przedmiotu, każdy uczestnik może założyć, że każdy inny uczestnik uzyskuje sygnał losowy, który można wykorzystać do oszacowania prawdziwej wyceny, z rozkładu prawdopodobieństwa wspólnego dla wszystkich oferentów. Zwykle, ale nie zawsze, prywatny model wartości zakłada, że wartości są niezależne od oferentów, podczas gdy wspólny model wartości zazwyczaj zakłada, że wartości są niezależne od wspólnych parametrów rozkładu prawdopodobieństwa.
Bardziej ogólną kategorią licytacji strategicznej jest model wartości powiązanych, w którym całkowita użyteczność oferenta zależy zarówno od ich indywidualnego sygnału prywatnego, jak i od nieznanej wspólnej wartości. Zarówno wartość prywatna, jak i wspólne modele wartości mogą być postrzegane jako rozszerzenia ogólnego modelu wartości powiązanych.
Gdy konieczne jest sformułowanie wyraźnych założeń dotyczących dystrybucji wartości oferentów, większość opublikowanych badań zakłada oferentów symetrycznych. Oznacza to, że rozkład prawdopodobieństwa, z którego oferenci uzyskują swoje wartości (lub sygnały), jest identyczny dla wszystkich oferentów. W prywatnym modelu wartości, który zakłada niezależność, symetria oznacza, że wartości oferentów są niezależnie i identycznie rozmieszczone.

## Klątwa zwycięzcy
Klątwa zwycięzcy jest zjawiskiem, które może wystąpić w przypadku wspólnych szacunków wartości – gdy rzeczywiste wartości dla różnych oferentów są nieznane, ale skorelowane, a oferenci podejmują decyzje o licytacji na podstawie szacunkowych wartości. W takich przypadkach zwycięzca będzie miał tendencję do bycia oferentem z najwyższą wyceną, ale wyniki aukcji pokażą, że pozostałe szacunki oferentów dotyczące wartości przedmiotu są mniejsze, dając zwycięzcy wrażenie, że przeszacował.
W równowadze gry klątwa zwycięzcy nie występuje, ponieważ oferenci biorą pod uwagę uprzedzenia w swoich strategiach licytacji. Jednak behawioralnie i empirycznie przekleństwo zwycięzcy jest powszechnym zjawiskiem.